# Kimiko Ueno
Kimiko Ueno (japanisch うえの きみこ Ueno Kimiko) ist eine japanische Drehbuchautorin, die ausschließlich an Anime-Serien und -Filmen arbeitet.

## Werdegang und Werk
Ihre erste Beteiligung an einem Film war Uenos Arbeit am Episodenskipte für die Serie Gokyōdai Monogatari von 2009. Es folgten viele Beteiligung an Skripten und an Szenenbüchern von Serien und Filmen. Die Kurzserie Kuromajyo-san ga Tōru!! war 2012 dann ihre erste Arbeit, in der Ueno für das Drehbuch der gesamten Serie verantwortlich war und dies auch für die zweite Staffel im nächsten Jahr fortsetzen konnte. Seither wird sie immer wieder für Seriendrehbücher engagiert. Häufig arbeitet sie an Produktionen von Studio MAPPA, so an Uchitama?! Have you seen my Tama? (2020), Ranma ½ (2024) und Zenshu (2025).

## Filmografie (Auswahl)
- 2012: Kuromajyo-san ga Tōru!!
- 2016: Crayon Shin-chan Gaiden: Alien vs. Shinnosuke
- 2017: The Royal Tutor
- 2019: Dino Girl Gauko
- 2019: Super Shiro
- 2020: Uchitama?! Have you seen my Tama?
- 2021: Eden
- 2022: Chimimo
- 2022: Eikyū Shōnen Eternal Boys
- 2023: Eikyū Shōnen Eternal Boys Next Stage
- 2024: Astro Note
- 2024: Delicious in Dungeon
- 2024: Ranma ½
- 2025: Zenshu